# Bruno Sroka
 (janvier 2010).
Si vous disposez d'ouvrages ou d'articles de référence ou si vous connaissez des sites web de qualité traitant du thème abordé ici, merci de compléter l'article en donnant les références utiles à sa vérifiabilité et en les liant à la section « Notes et références ».
Pour les articles homonymes, voir Sroka.
Bruno Sroka, né le 9 juin 1976 à Fontenay-aux-Roses (Hauts-de-Seine), est un kitesurfeur professionnel français.
Il est champion du monde de la spécialité en 2007 et 2009.

## Biographie
Bruno Sroka a été champion du monde de kitesurf en 2007 et 2009 (circuit KPWT et PKRA), triple vainqueur de la coupe du monde, d’Europe et de France. Il est aussi trois fois champion de France.
Il est le premier homme et le seul à avoir franchi le cap Horn en avril 2008 en kitesurf. Il a effectué cette traversée  en un peu moins de 10 heures sur une distance de 186 kilomètres dans une des mers les plus dangereuses de la planète. Le champion du monde a dû faire face à des vents de près de 80 km/h et des vagues de 4 m de creux.
Il fut messager pour la paix lors de la traversée Aqaba / Eilat / Frontière égyptienne le jour du cessez-le-feu à Gaza, le 18 janvier 2009. À cette occasion, il a effectué la traversée en arborant une colombe dessinée sur sa voile afin de lancer un appel à la paix.
Il a réalisé la traversée de la pointe du Finistère en kite pour soutenir la libération des deux ex otages journalistes: Hervé Ghesquiére et Stéphane Taponier. Son aile était sérigraphiée avec les deux portraits des ex otages. L'objectif était de passer le Cap Sizun pour matérialiser le Cap des 500 jours de captivité.
Engagement :
- Il est membre du club des Champions de la Paix, un collectif de 54 athlètes de haut niveau créé par Peace and Sport, organisation internationale basée à Monaco et œuvrant pour la construction d'une paix durable grâce au sport.
- Il est également ambassadeur de la Fondation Green Cross qui milite entre autres pour la préservation de l'eau.
- Bruno Sroka est aussi ambassadeur de UNSS l'union nationale des sports scolaires.

Le 19 juillet 2013, il rallie la Bretagne à l'Irlande en kitesurf en 16h40 de glisse.
En 2013, Bruno Sroka lance sa marque de matériel de sports nautiques Sroka Company. Il commercialise alors des stand up paddle gonflables, kitesurf et s'est également lancé dans la production de foil (kitefoil, windfoil, surffoil, supfoil, wakefoil).

## Palmarès 2010
- Classement IKA - ISAF (Classement mondial) : Bruno Sroka termine 1er du Classement 2009/ 2010
- Coupe d'Europe - Championnat Kite Tour Europe : Bruno Sroka remporte la Coupe d'Europe 2009/ 2010
- Champion du monde 2007 (Pkra)
- Championnat d'Europe à Sylt : Bruno Sroka remporte son 3e titre de Champion d'Europe après ceux de 2007 et 2009
- PKRA - Thaïlande Hua Hin : Bruno Sroka l'emporte (source PKRA)
- IKA - World Championship - Texas/Corpus Christi : Bruno Sroka termine 3e derrière Adam Koch et Damien Leroy (Source IKA)